# 八石城
八石城（やついしじょう）は、徳島県三好市井川町井内西の八石山にあった城。三好市指定史跡。別名は八ツ石城、八ッ石城。

## 歴史

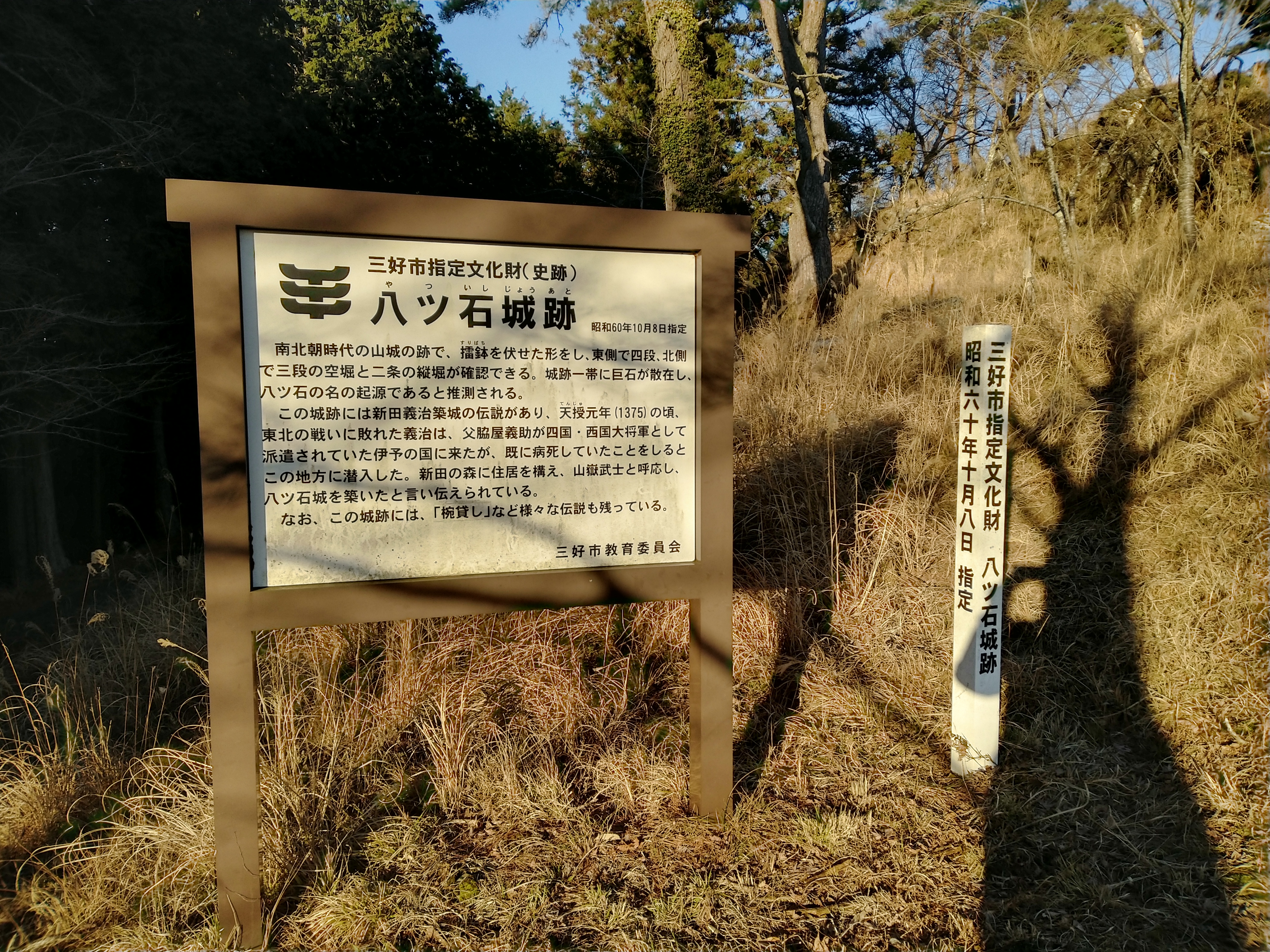
現地の案内板

築城年は不明だが、南北朝時代に脇屋義治（新田義治）が築いたと伝わる。南北朝時代に東北の戦いで敗れた新田義治は、父の脇屋義助が大将軍であった四国地方へ向かい、義助が急死したことを知ると阿波国の当地に潜入。山岳武士と呼応してこの八石城を築いたとされる。

## 主な城主
- 脇屋義治